# Kloster Santa Maria di Real Valle
Das Kloster Santa Maria di Real Valle (Regalis Vallis) war eine Zisterzienserabtei in Kampanien, Italien. Die Abtei lag in Gemeindeteil San Pietro der Gemeinde Scafati in der heutigen Provinz Salerno nicht weit von Pompei.

## Geschichte
Das Kloster wurde gegen 1270 von Karl I. von Anjou zur Erinnerung an den 1268 bei Benevent errungenen Sieg über den Staufer Manfred für aus Frankreich gerufene Mönche gestiftet. Neben Kloster Santa Maria della Vittoria war es das zweite von Karl I. zur Erinnerung an seine Siege errichtete Kloster. 1277 bezog der aus dem vom Vater Karls I., König Ludwig IX., gegründeten Kloster Royaumont entsandte Gründungskonvent das Kloster, das damit der Filiation von Kloster Cîteaux angehörte. Von Karl I. wurde das Kloster reich ausgestattet. Schon bald nach der Gründung soll die Unterstellung des Klosters Santa Maria della Vittoria erfolgt sein. 1344 musste das Kloster auf Besitztümer in Neapel verzichten. Nach der Überlieferung soll das Kloster zerstört worden sein, als die Aragonesen die Franzosen aus Neapel vertrieben. Anschließend wurde es in kleineren Ausmaßen wieder aufgebaut. In der Folgezeit fiel es in Kommende, trat 1623 jedoch der römischen Zisterzienserkongregation bei, die sich später mit der toskanischen Provinz vereinigte, aber 1761 wieder von dieser trennte. 1765 wurde das Kloster der kalabresisch-lukanischen Kongregation zugewiesen. Wenig später ist es eingegangen. Seit Ende des 19. Jahrhunderts beherbergt es eine Niederlassung der Alcantariner-Schwestern aus Castellammare di Stabia.

## Anlage und Bauten
Von der mittelalterlichen Anlage haben sich noch die rechte Wand des Kirchenschiffs mit Blattkapitellen sowie die Fundamente des Kreuzgangs erhalten, die übrigen Gebäude datieren aus dem 17. und 18. Jahrhundert. Die neue Kirche ist einschiffig.